# Андре де Лаваль-Монморанси
Андре де Лаваль-Монморанси (Андре де Монфор-Лаваль) (1408 — 29 декабря 1486) — французский военный и государственный деятель, сеньор де Лоеак и Монжан, барон де Рец, адмирал и маршал Франции.

## Биография
Второй сын Жана де Монфора (он же Ги XIII де Лаваль) (1385—1415), сеньора де Керголе, и Анны де Лаваль (1385—1466), дочери Ги XI де Лаваля-Монморанси, сеньора де Лаваля. Старший брат — Ги XIV де Лаваль (1406—1486), граф де Лаваль, барон де Витре и Ла Рош-Бернар.
Участник Столетней войны. С 1423 года участвовал в военных действиях французской армии против англичан. Сражался с мечом Бертрана Дюгеклена, который он унаследовал от своей бабушки по материнской линии Жанны де Лаваль (? — 1437), вдовы знаменитого коннетабля Франции. Впервые участвовал в победном сражении против англичан при Бруссиньере (26 сентября 1423), посвящён в рыцари на поле боя.
В 1427 году Андре де Лаваль отбил у англичан замок Лаваль и возглавил его оборону. После капитуляции Лаваля Андре был взят в плен Джоном Тальботом, 1-м графом Шрусбери, который освободил его за 24 000 экю. В 1428 году Андре де Лаваль стал лейтенантом при коннетабле Артуре де Ришмоне и губернатором Мэна.
Вместе с Жанной д’Арк участвовал в осаде Орлеана, затем в битвах при Жаржо, Божанси и Пате. Вместе со старшим братом Ги де Лавалем присутствовал на коронации короля Карла VII Валуа в Реймсе. В 1430 году ему было поручено защищать замок Лаваль, отбитый у англичан в сентябре 1429 года. В 1433 году король Франции Карл VII назначил Андре де Лаваля губернатором Лаваля. В 1436 году участвовал во взятии Парижа.
В 1437 году Андре де Лаваль был назначен адмиралом Франции. В 1439 году после гибели маршала Пьера де Риё король Карл VII назначил новым маршалом Франции Андре де Лаваля.
В 1448—1449 и 1451-1453 годах участвовал в военных кампаниях против англичан в Бретани, Нормандии и Гиени. Сражался в битвах при Понтуазе, Мане, Кутансе, Кане, Шербуре, Байонне, Форминьи, Кадиллаке и Кастийоне.
Андре де Лаваль-Монморанси верно служил королю Франции Карлу VII Валуа во всех войнах, даже против дофина Людовика в 1456 году. В 1461 году после смерти Карлу VII и вступления на престол Людовика XI Андре де Лаваль был отстранен от звания маршала.
В 1465 году Андре де Лаваль, сеньор де Лоеак, присоединился к Лиге общего блага, направленной против централизованной политики французского короля Людовика XI Валуа. В том же году король вернул Андре де Лавалю чин маршала. В 1466 году он также был назначен адмиралом франции. В 1468 году Людовик XI назначил его лейтенант-генералом королевства и губернатором Парижа.
В 1467 году Андре де Лаваль был награждён орденом Святого Михаила. В 1471 году был назначен губернатором Пикардии. В июне-июле 1472 года Андре де Лаваль руководил обороной замка Бове, отразив все приступы армии бургундского герцога Карла Смелого. А августе 1472 года Андре де Лаваль в своём замке Монжан принимал французского короля Людовика XI. В 1481 году получил во владение сеньорию Понтуаз.
29 декабря 1486 года скончался в замке Лаваль.

## Семья
Был женат с 1451 года на Марии де Рэ (1429—1457), дочери маршала Франции Жиля де Монморанси-Лаваль (1404—1440), барона де Ре и графа де Бриена, и Екатерины де Туар (1405—1462). Брак бездетен.